# Kryza (ubiór)

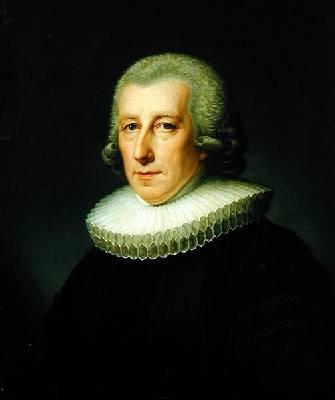
Portret pastora z Hamburga Bernharda Klefekera w stroju z kryzą, Friedrich Carl Gröger

Kryza, kreza, kaplerz, kryzka, kruszka, krużka, fryga, fryza – okrągły, marszczony lub plisowany kołnierz, noszony w Europie Zachodniej, Środkowej i Północnej od połowy XVI wieku do połowy XVII wieku. Wykonywana z cienkiej tkaniny, zazwyczaj obszytej koronką. Pod koniec XVI wieku na popularności zyskiwały kryzy uszyte wyłącznie z koronki. Do usztywnienia używano krochmalu lub drucianego stelaża.
Mogły przyjmować duże rozmiary, o średnicy zbliżonej do średnicy damskiej sukni. Niekiedy były również upinane do góry, za uszami, tworząc kształt ściętego stożka.
Kryza była symbolem statusu i bogactwa. Osoba ją nosząca wysyłała jasny sygnał, że nie musi wykonywać żadnej pracy fizycznej, co świadczyło o jej przynależności do wyższych warstw społecznych. Wpływ na postrzeganie tego elementu ubioru miał również fakt, że wymusza on wyprostowaną, postawę z wysoko podniesionym podbródkiem, co kojarzyło się z dumą i elegancją. Również wysoka cena koronek czyniła ten typ kołnierza produktem luksusowym. 

## Historia

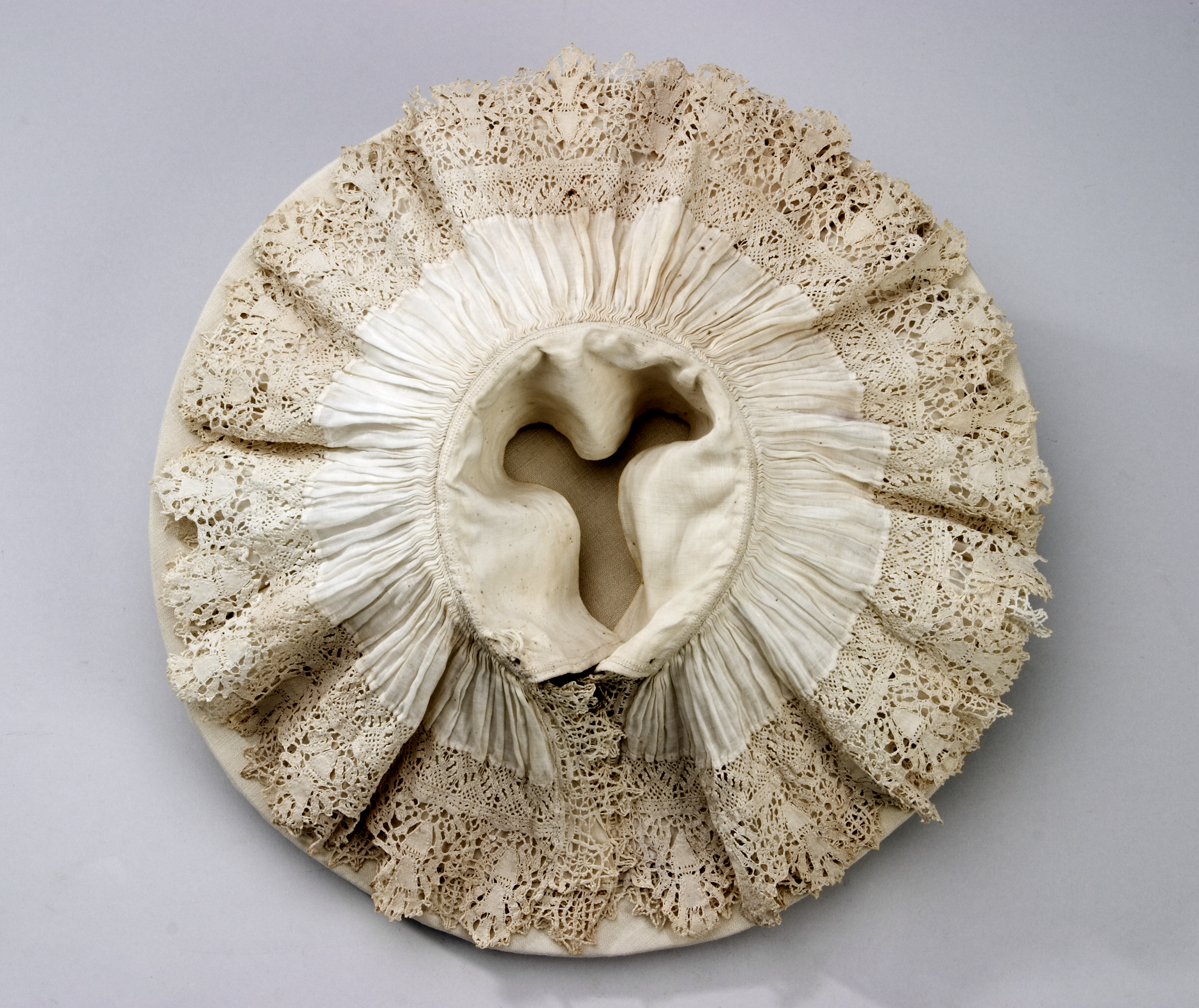
Kryza skonstruowana z trzech warstw cienkiego, białego lnu, ściśle przylegająca do dekoltu, obszyta koronką klockową. Średnica: około 40 cm. Datowana na lata 20. XVII wieku.

Moda na kryzy pojawiła się w XVI wieku w Hiszpanii, a w drugiej połowie XVI wieku przeszła do większości krajów Europy Zachodniej, Środkowej i Północnej. Najdłużej utrzymała się w Holandii, gdzie była noszona do połowy XVII wieku, głównie przez mieszczanki. W Polsce moda na kryzy nie przyjęła się szeroko, nosili je przede wszystkim cudzoziemscy królowie i królowe. Pierwszym królem polski, który nosił kryzę był Henryk Walezy. Kryza była popularna na dworze Zygmunta III Wazy. Zanikanie tej mody na dworze polskim zaobserwować można śledząc portrety Władysława IV Wazy, który nosił kryzę tylko jako dziecko.

## Kolory kryz
Najpopularniejszym i podstawowym kolorem kryzy był biały, jednak niekiedy krochmal używany do usztywnienia kryzy wzbogacano barwnikami, co pozwalało na uzyskanie delikatnego, pastelowego odcienia, który spierał się razem z krochmalem. Barwniki pochodzenia roślinnego pozwalały na uzyskanie kolorów: różowego, jasnofioletowego, żółtego, zielonego. Kolor jasnofioletowy osiągany był także przy użyciu koszeliny. Żółty kolor uzyskiwany był dzięki drogocennemu szafranowi.  Do osiągnięcia bladoniebieskiego odcienia używano smalty. 
Niebieskawy odcień miał sprawiać, że cera noszącego wydawała się bledsza, przez co bardziej atrakcyjna dla współczesnych . W Anglii, w roku 1595, królowa Elżbieta zabroniła noszenia barwionych na niebiesko kryz. 
Spośród barwionych kryz największą popularnością w całej Europie cieszyły się te w kolorze żółtym. W Anglii żółty wyszedł z mody po procesie i egzekucji skazanej za morderstwo Anny Turner, która była uważana za wynalazczynię żółtego krochmalu. Barwiona na żółto kryza zaczęła stanowić symbol upadku moralności. Według niektórych współczesnych, Anna założyła ten dodatek na swój proces, po czym kat postanowił ironicznie założyć szafranowożółtą kryzę do wykonania wyroku. Możliwe jednak, że jest to jedynie ówczesna plotka, gdyż istnieją inne źródła pierwotne, które nie wspominają tego faktu. 

Kolorowe kryzy rzadko można spotkać na portretach nie tylko dlatego, że były mniej popularne od wersji w kolorze białym. Późniejsi konserwatorzy przemalowywali je, uznając biel za prawidłowy, docelowy kolor kryzy. 

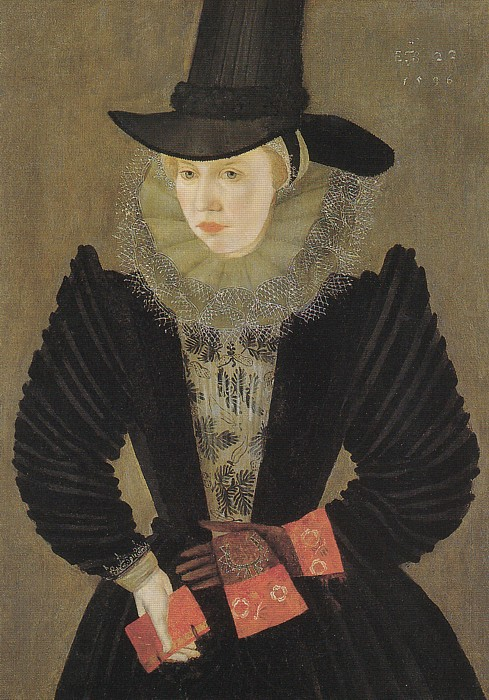
Zielona kryza obszyta koronką, Anglia, 1596
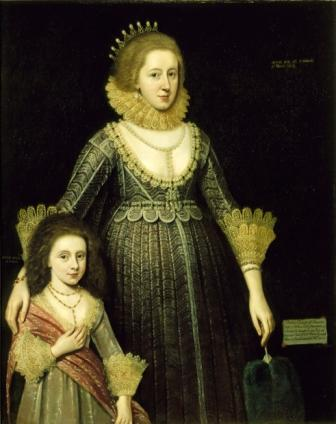
Szafranowożółta kryza wykonana z koronki, Anglia, wczesny wiek XVII
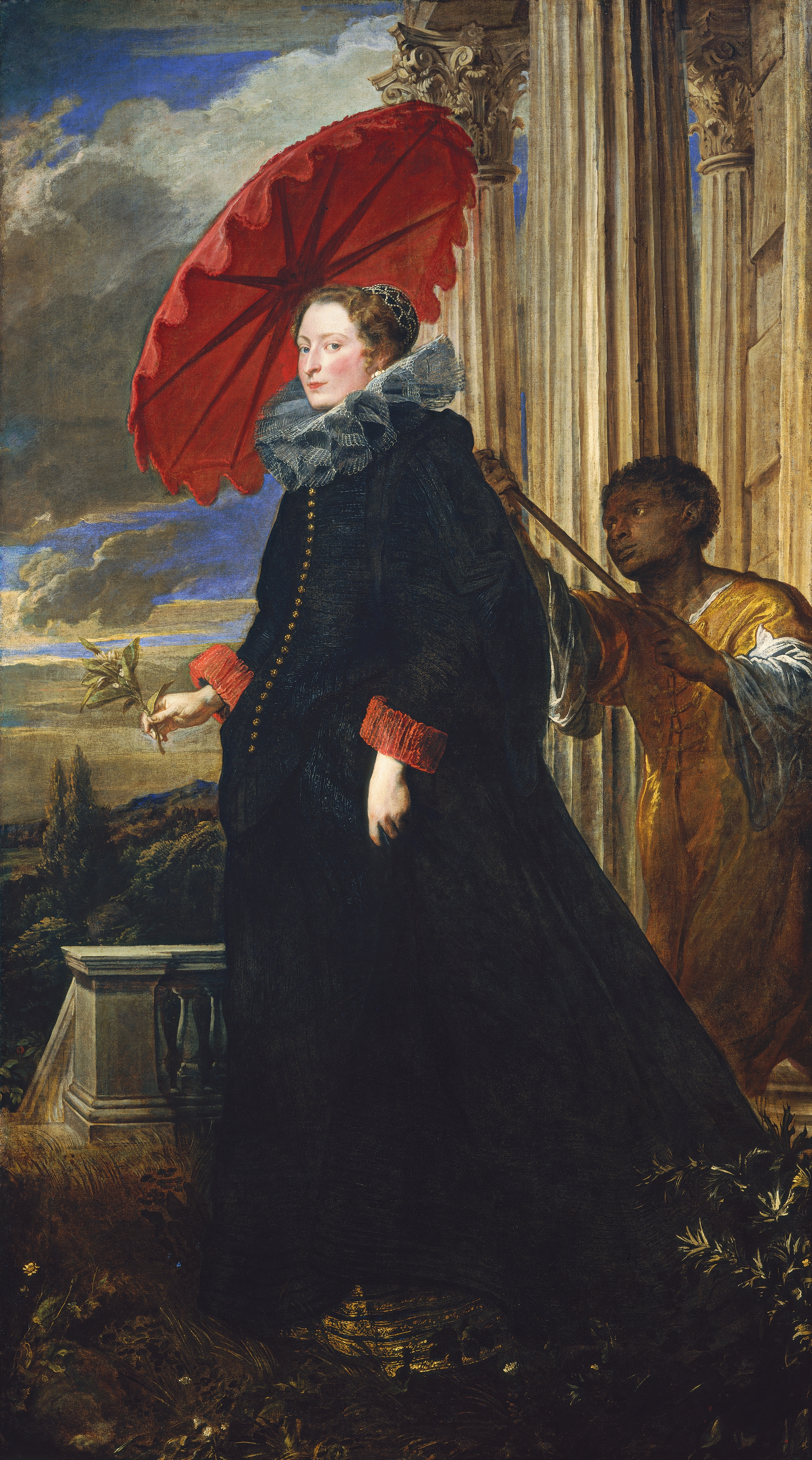
Niebieska kryza, 1623
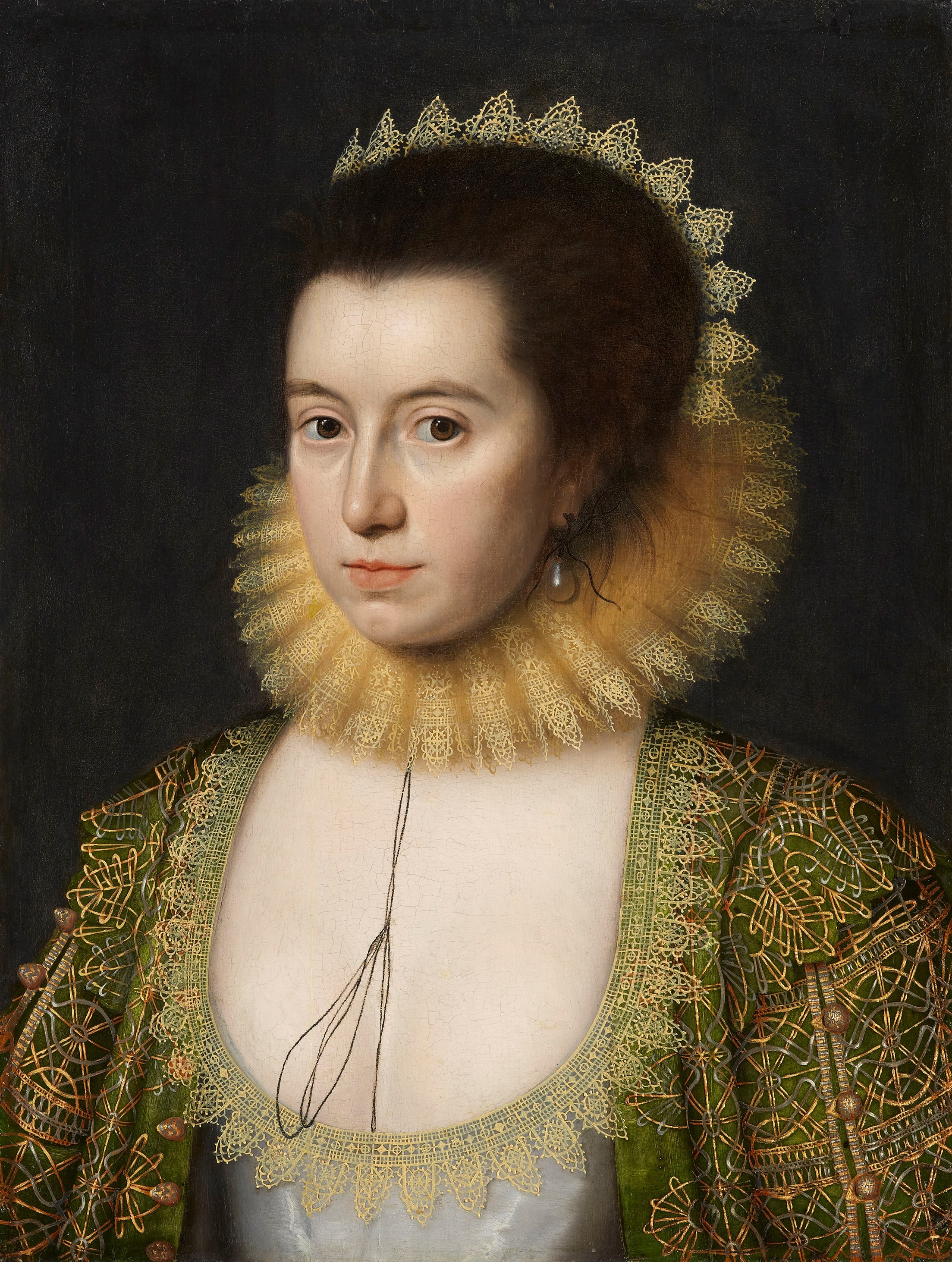
Szafranowożółta kryza, 1618

## Nazewnictwo w języku polskim
Niektóre źródła wprowadzają rozróżnienie między "kryzę" noszoną przez kobiety i "krezę" dla mężczyzn. Jednak, poza płcią osoby noszącej, nie ma różnic między tymi dwoma typami kołnierza. Słownik mody autorstwa Łukasza Gołębiowskiego wydany w 1830 roku podaje terminy "kryzka", "kruszka", "krużka" jako synonimy krezy, a "fryga", "fryza" – kryzy. Słownik mody Eli i Andrzeja Banach z 1962 zawiera informację, że do określenia tego typu ubioru używano także słowa "kaplerz".  

## Galeria

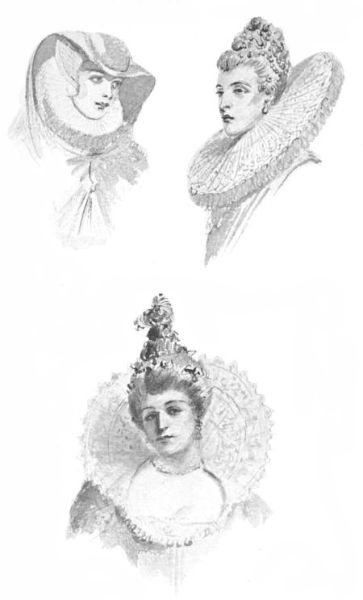
XVI-wieczne krezy damskie, ilustracja z 1906 roku
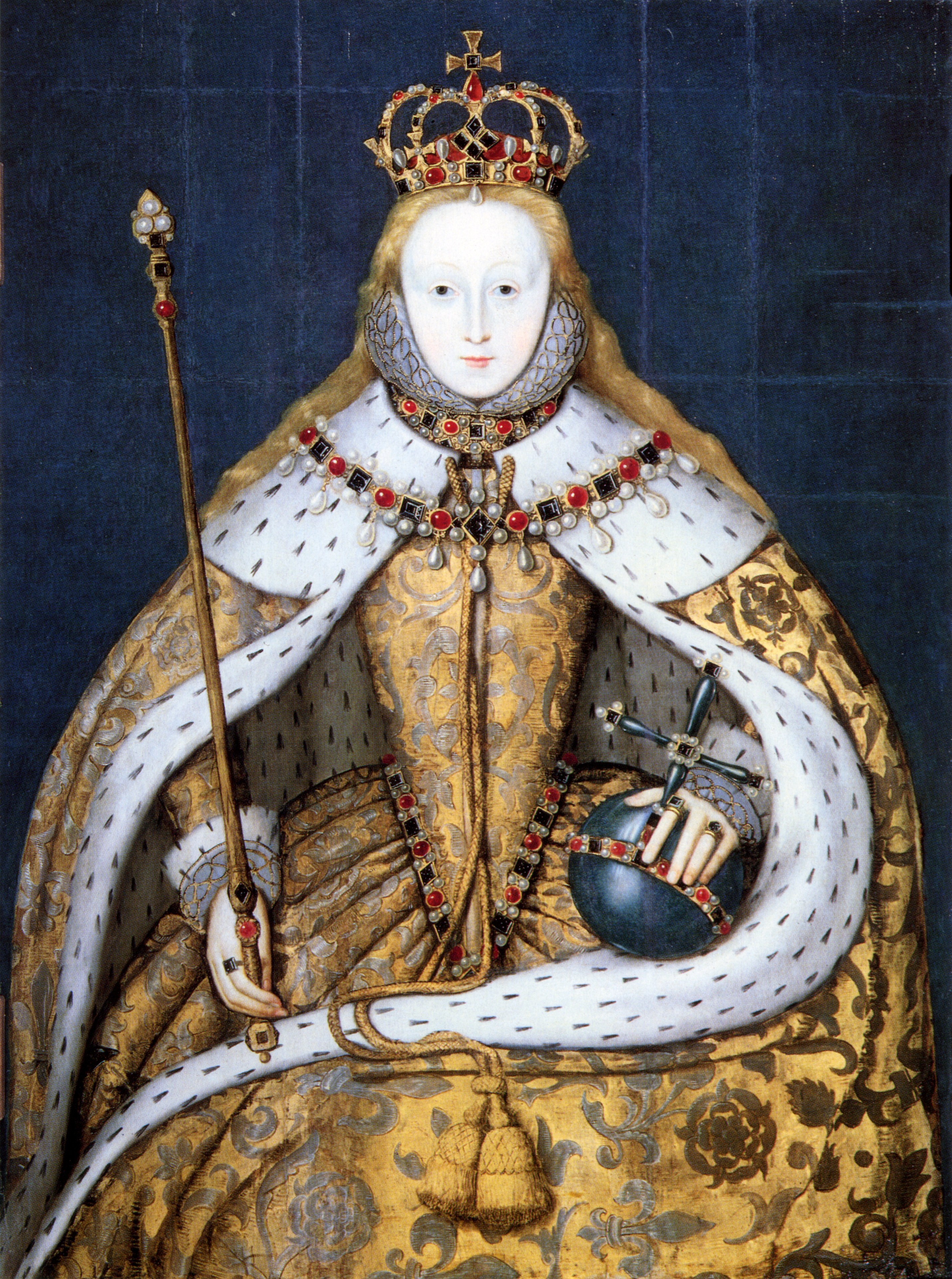
Elżbieta I Tudor, Anglia, kopia oryginału z 1559
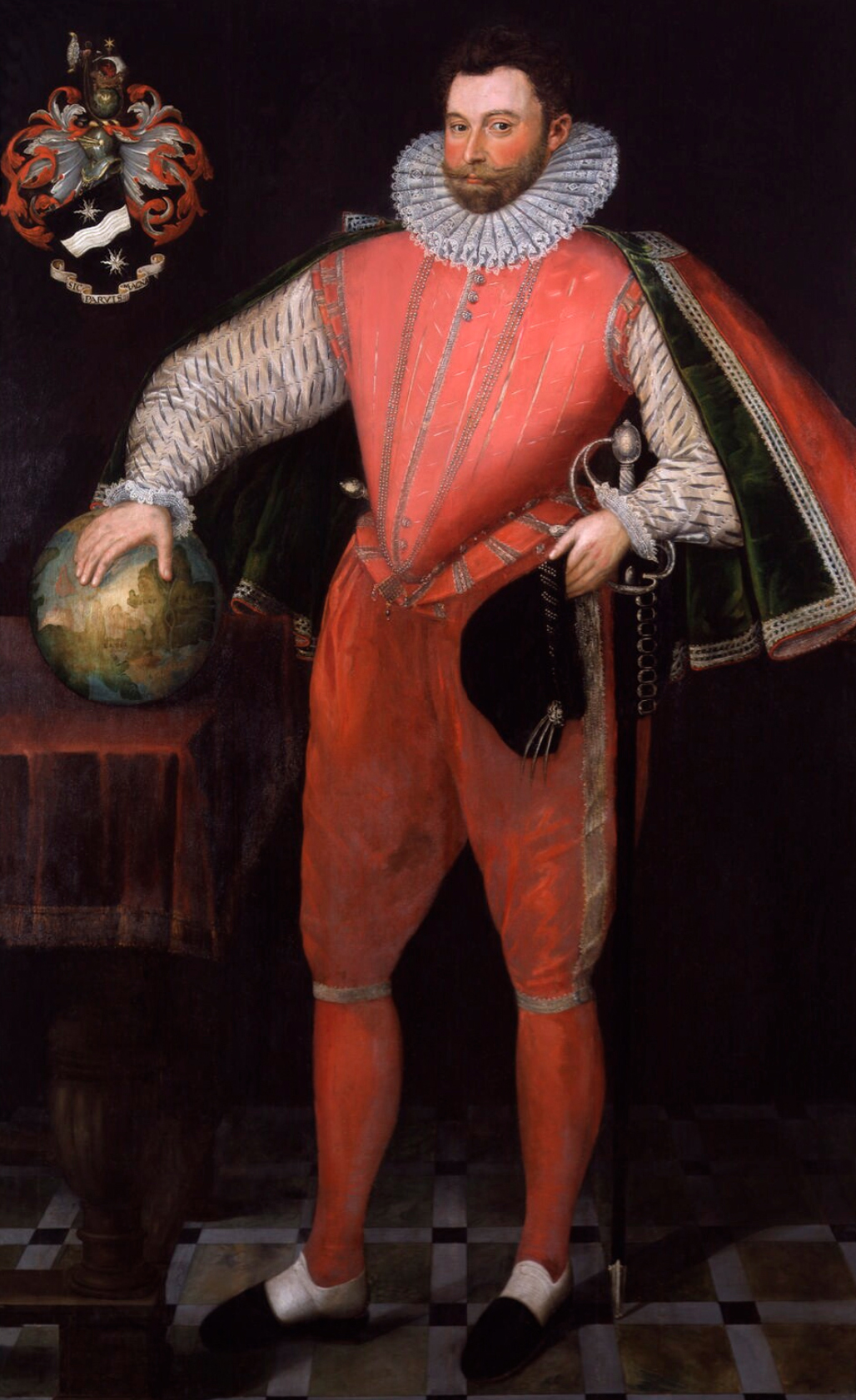
Francis Drake, Anglia, ok. 1580
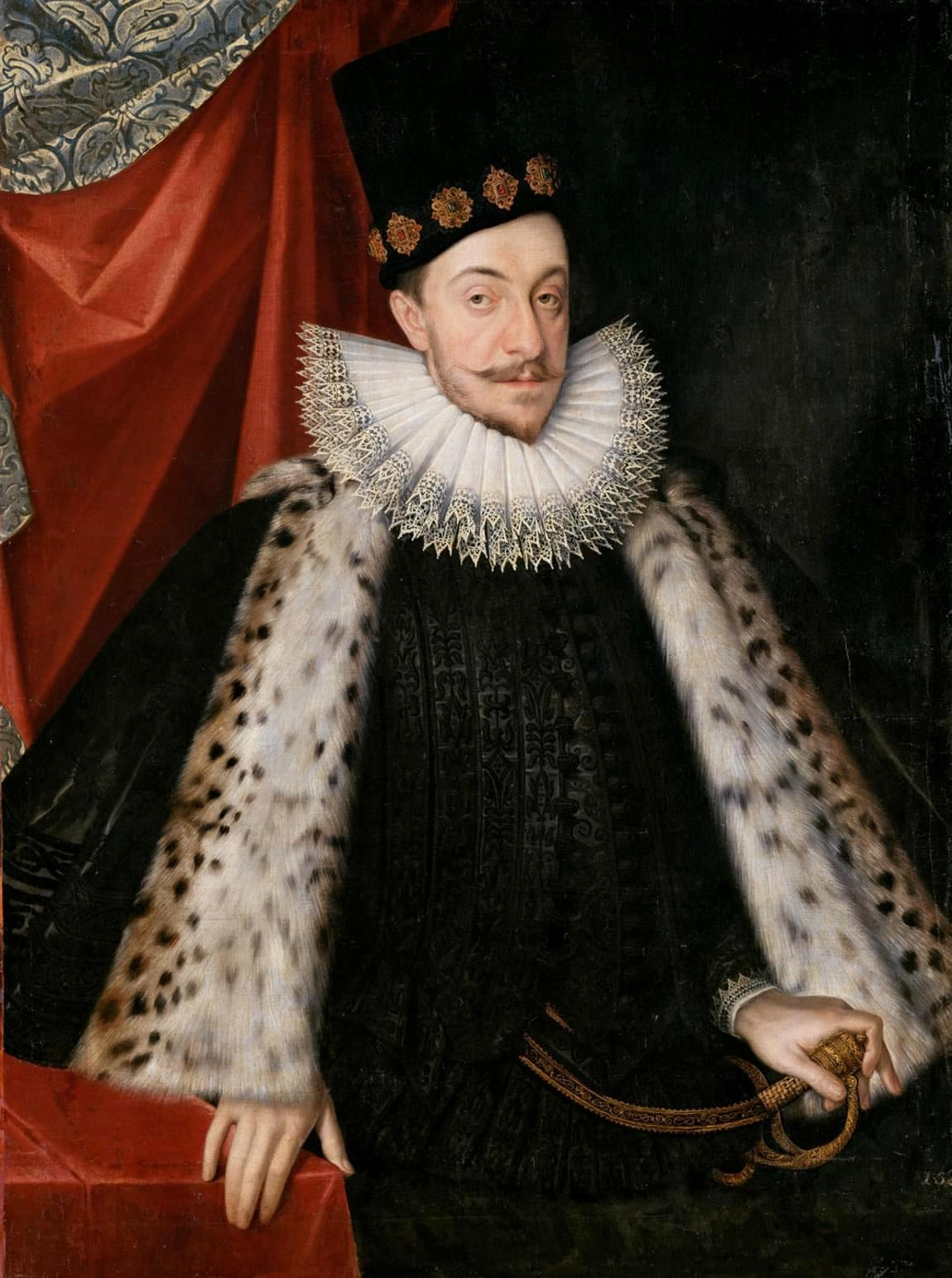
Zygmunt III Waza, Polska, 1590
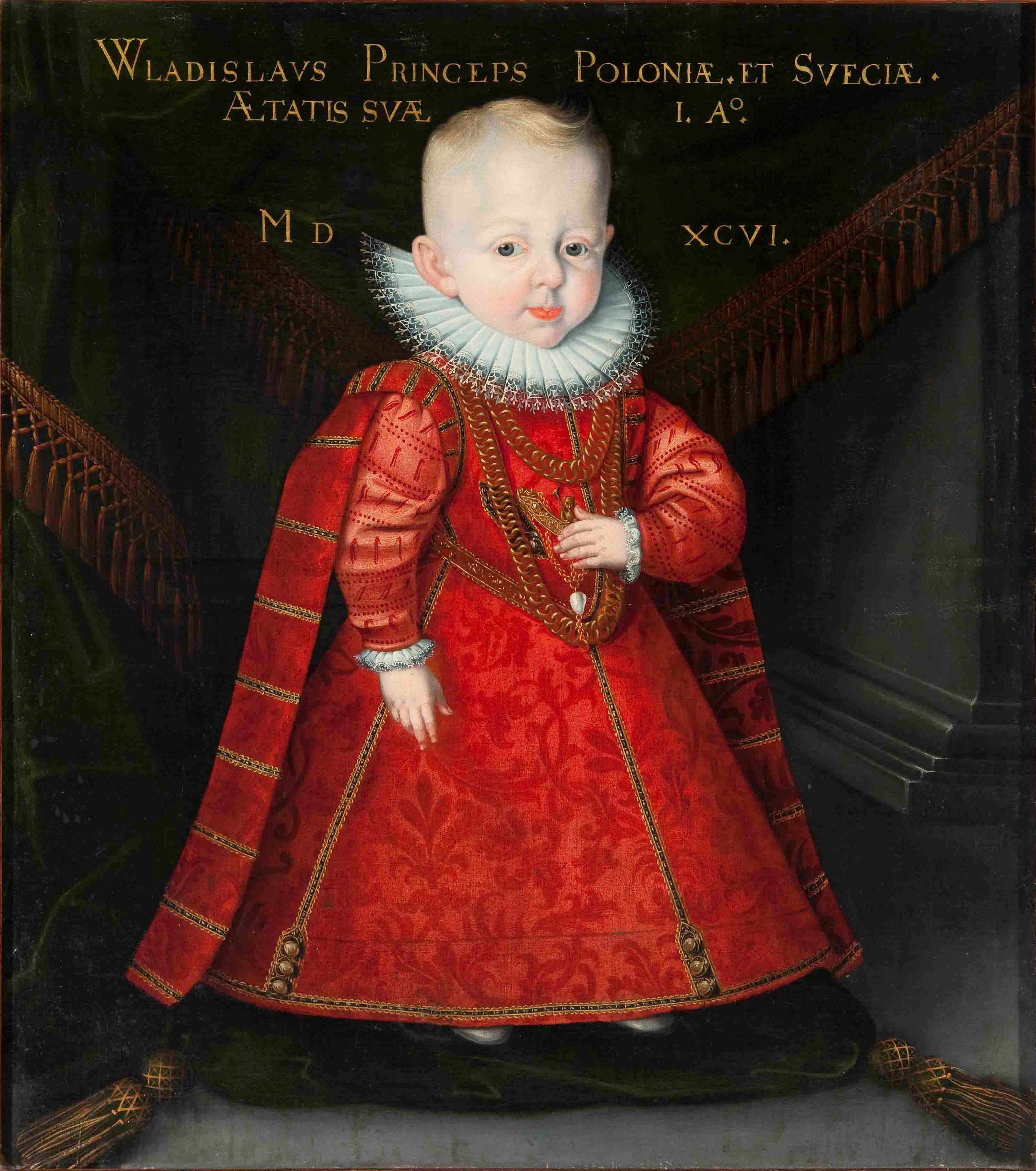
Władysław Waza (późniejszy Władysław IV), 1596 r.
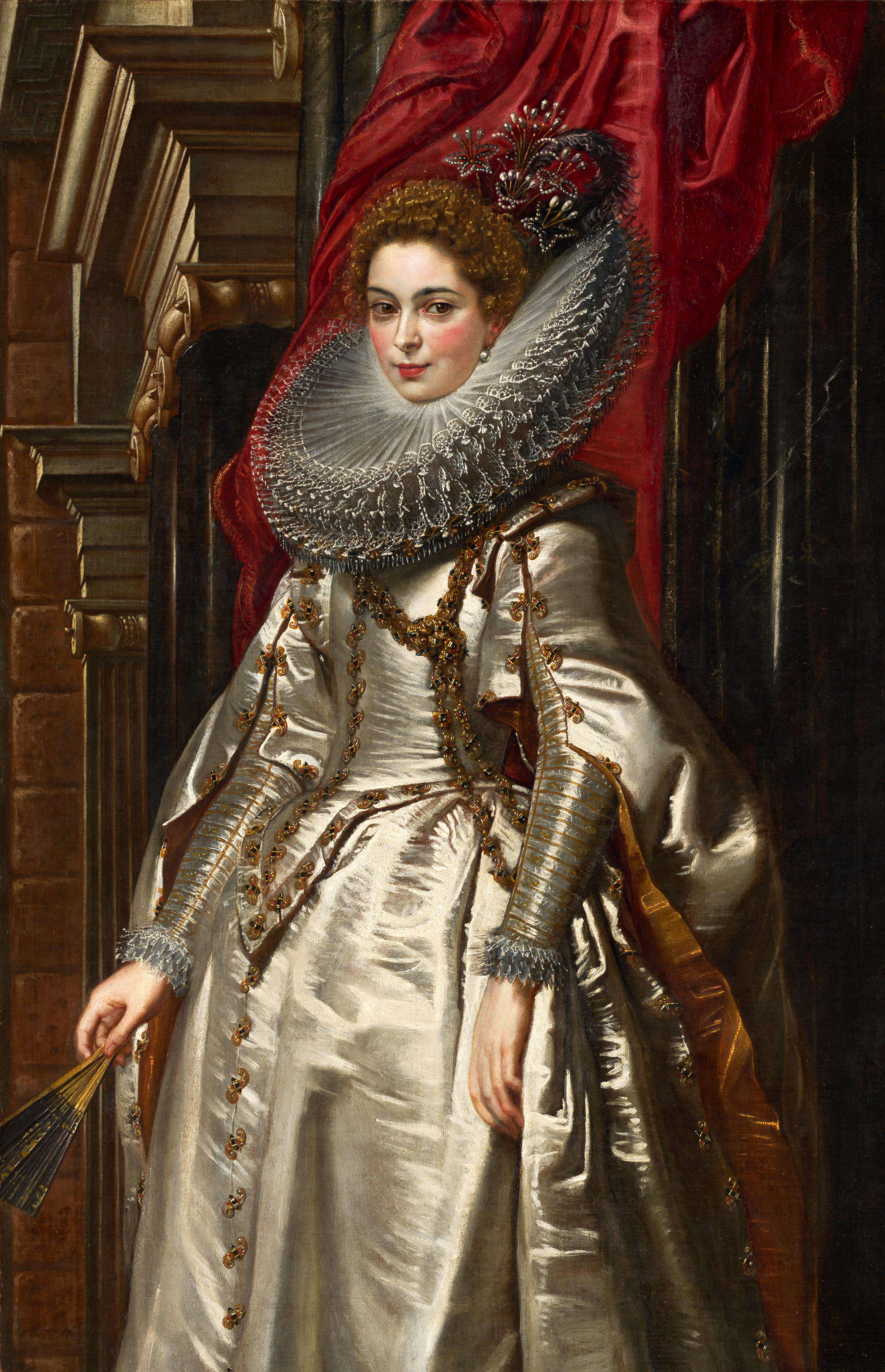
Marchesa Brigida Spinola-Doria, Genua, 1606
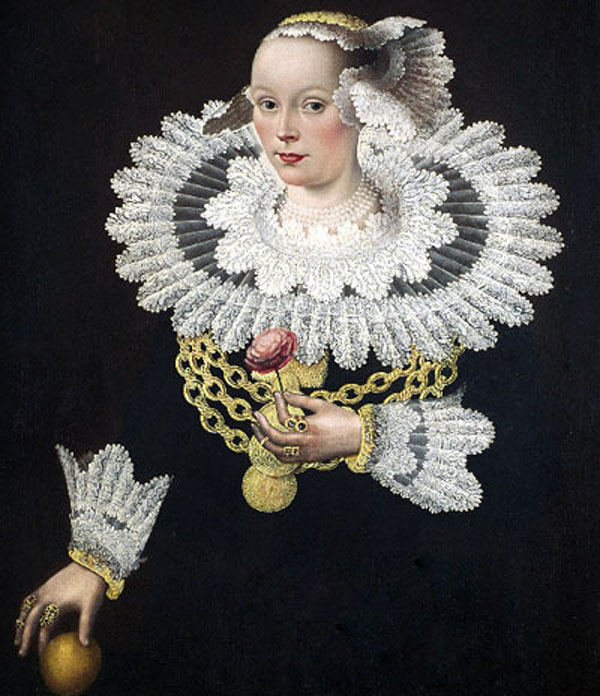
Anna Rosina Marquart, żona burmistrza Lubeki, Niemcy, 1642
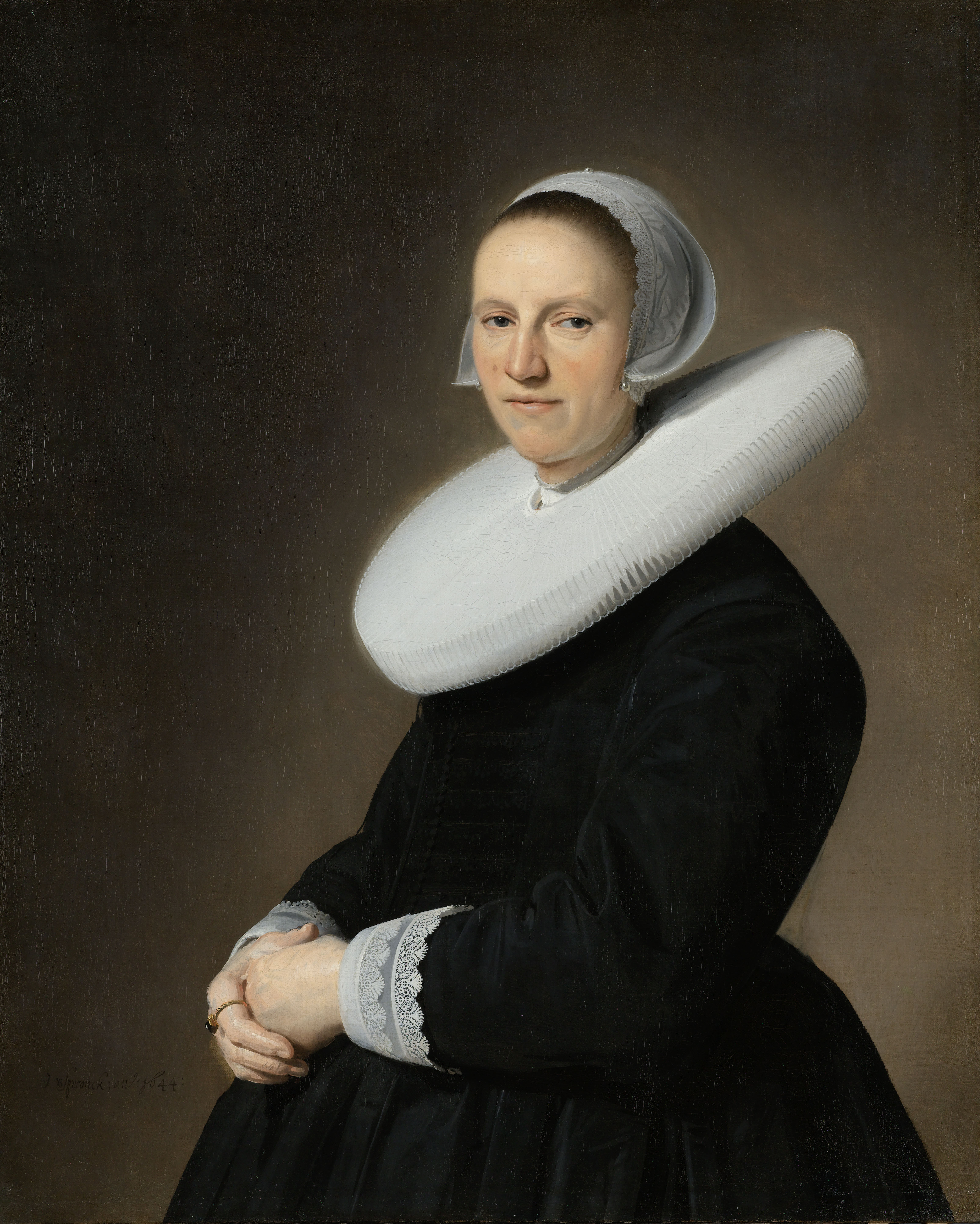
Adriana Croes, Holandia, 1644
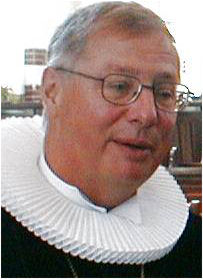
Kryza noszona przez biskupa Duńskiego Kościoła Narodowego Erika Normanna Svendsena, 1999
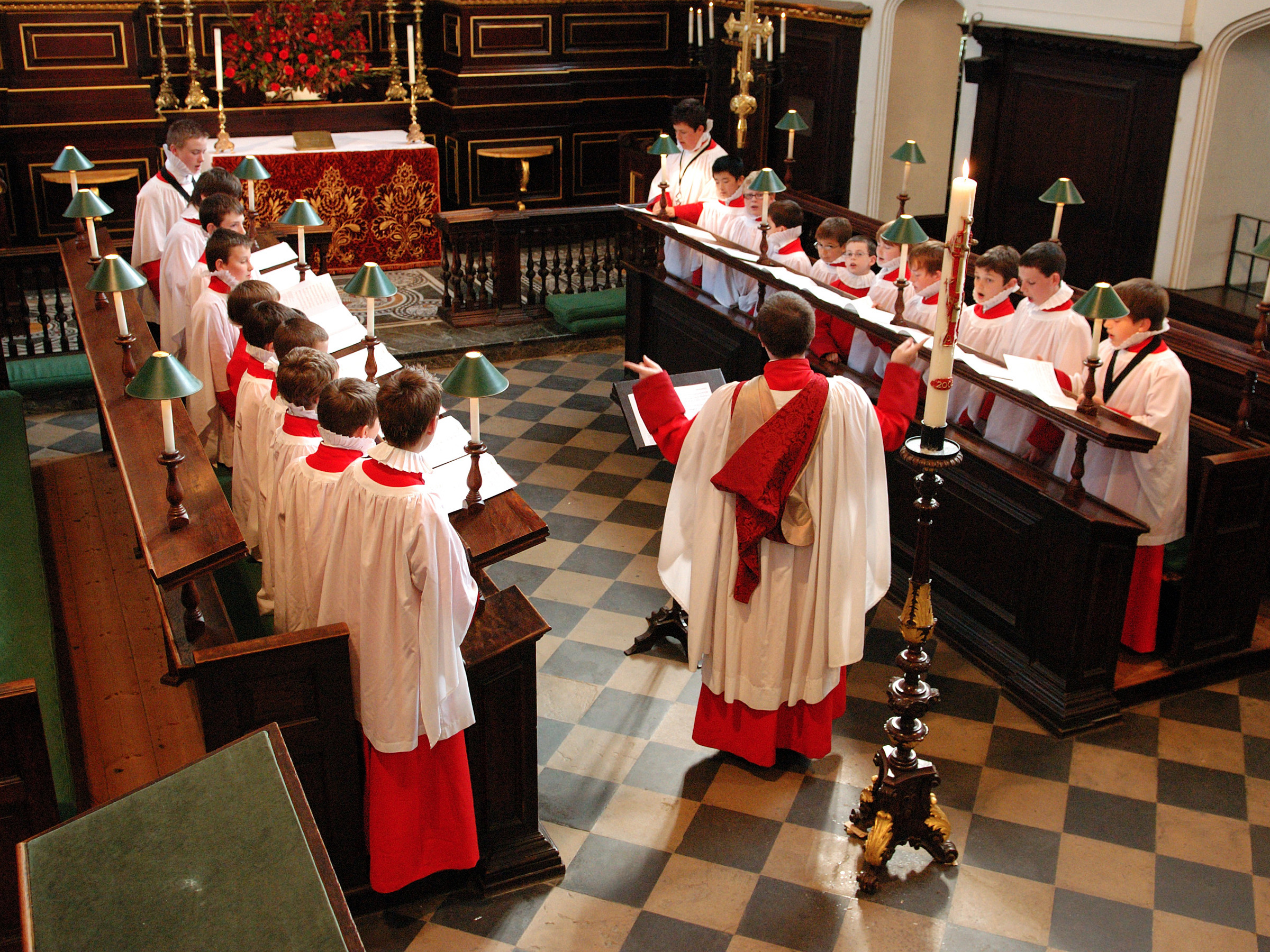
Chórzyści Kościoła Anglikańskiego noszący kryzy, 2008